# 2013 GL137
2013 GL137, também escrito como 2013 GL137, é um objeto transnetuniano que está localizado no Cinturão de Kuiper, uma região do Sistema Solar. Este corpo celeste é classificado como um plutino, pois, o mesmo está em uma ressonância orbital de 2:3 com o planeta Netuno. Ele possui uma magnitude absoluta de 8,5 e tem um diâmetro estimado de 88 km.

## Descoberta
2013 GL137 foi descoberto no dia 9 de abril de 2013 pelo Outer Solar System Origins Survey.

## Órbita
A órbita de 2013 GL137 tem uma excentricidade de 0,201 e possui um semieixo maior de 39,450 UA. O seu periélio leva o mesmo a uma distância de 31,530 UA em relação ao Sol e seu afélio a 47,369 UA.